# Землетрус в Стамбулі (2025)
23 квітня 2025 року о 12:49:10 за TRT стався землетрус магнітудою 6,2 у Мармуровому морі, за 21 км (13 миль) на південний схід від Мармара Ереглісі, провінція Текірдаг, Туреччина, поблизу Стамбула. Щонайменше 359 людей отримали поранення, помірні пошкодження зафіксовано в Мармуровому регіоні.
За даними Геологічної служби США, магнітуда землетрусу становила Mww 6,2. Його епіцентр був у Мармуровому морі, за 21 км на південний схід від Мармара-Ереглісі в провінції Текірдаг або за 73 км на південний захід від Стамбула. Коливання тривали 13 секунд. Максимальна оцінка інтенсивності за модифікованою шкалою Меркаллі досягла VII (дуже сильний). За даними служби PAGER Геологічної служби США, близько 188 000 осіб зазнали впливу струсів такої інтенсивності, переважно у місті Чорлу; струс інтенсивності VI (сильний) відчули близько 2,28 мільйона осіб, переважно в західних районах провінції Стамбул, таких як Бейлікдюзю та Есенюрт. Струси інтенсивності IV (помірні) також були зареєстровані в центральних частинах міст Стамбул і Бурса, а також в Евросі (Греція) та в містах Бургас та Ямбол (Болгарія). Крім того, повідомлення про поштовхи надійшли з таких віддалених районів, як Газіантеп, Бухарест (Румунія) та Софія (Болгарія). До 16:30 TRT 23 квітня зафіксовано 51 афтершок, включаючи два землетруси магнітудою Mw 5.0, що сталися о 13:02 та 15:12.